# Ludmila Savinkova
Ludmila Petrovna Savinkova (née le 1er janvier 1936 à Moscou) est une gymnaste rythmique soviétique.

## Palmarès

### Championnats du monde
- Copenhague 1967
  -  médaille d'or au concours général en groupe.
- Budapest 1963
  -  médaille d'or au concours général individuel.
  -  médaille d'or au concours général avec engins.
  -  médaille d'or au concours général sans engins.